# Poortugaal (stacja metra)
Poortugaal – stacja metra w Rotterdamie, położona na linii D (błękitnej). Została otwarta 25 października 1974. Stacja znajduje się w gminie Albrandswaard, na terenie wsi Poortugaal.